# Raoul de Monthermer
Raoul de Monthermer (en anglais : Ralph de Monthermer), né vers 1270 et mort le 5 avril 1325, suo jure 1er baron Monthermer et 1er comte d'Atholl, de jure uxoris 7e comte de Gloucester et 6e comte de Hertford, est un soldat et noble anglais. D'origines obscures, il sert comme écuyer auprès de Jeanne d'Angleterre, fille du roi Édouard Ier, qu'il épouse secrètement en 1297. Le roi, bien qu'initialement furieux face à ce mariage, est contraint de le reconnaître. Raoul sert rapidement auprès de son beau-père lors de ses campagnes d'Écosse, ce qui lui permet de gagner tant l'estime du roi que des récompenses en titres et en terres.
Veuf en 1307, Raoul de Monthermer perd l'essentiel des possessions qu'il détenait en droit de son épouse. Toutefois, les bonnes relations qu'il entretient avec le nouveau roi Édouard II lui permettent de bénéficier de généreux dons de sa part. Fait prisonnier à la bataille de Bannockburn en 1314, Raoul est libéré en raison de son amitié passée avec l'Écossais Robert Bruce. De retour en Angleterre, il mène une existence éloignée des tensions politiques qui agitent le règne d'Édouard II, sans pour autant perdre la confiance du roi, et se remarie une seconde fois avec Isabelle le Despenser. Il meurt en 1325 et est remplacé dans ses titres et terres par son fils Thomas.

## Biographie

### Origines et mariage avec Jeanne d'Angleterre
D'ascendance inconnue, mais peut-être illégitime, Raoul de Monthermer naît aux alentours de 1270 et est originaire de la région de Durham. L'auteur des Annales de Londres, qui écrit à ce sujet en 1304, désigne d'ailleurs Monthermer comme « le comte de Gloucester, appelé un bâtard ». Sa carrière avant 1297 est totalement inconnue : tout juste sait-on qu'il appartient à la maisonnée de Gilbert de Clare, 7e comte de Gloucester et 6e comte de Hertford, où il officie en tant qu'écuyer. Ce n'est qu'après la mort du comte, survenue en décembre 1295, que le destin de Raoul bascule. Poursuivant son service auprès de Jeanne d'Angleterre, veuve de Gilbert de Clare et fille du roi Édouard Ier, Monthermer ne tarde pas à céder aux charmes de sa maîtresse et épouse Jeanne vers janvier 1297. Pendant ce temps, Édouard Ier négocie le remariage de sa fille avec Amédée V de Savoie. Découvrant en mars 1297 que Jeanne est enceinte, le roi apprend l'identité du nouveau mari de sa fille et, furieux, le fait emprisonner à Bristol. La Chanson de Caerlaverock mentionne de manière romancée l'incident, en précisant que Raoul de Monthermer « acquit, après de grands doutes et craintes, l'amour de la comtesse de Gloucester, pour qui il a longtemps enduré de grandes souffrances ».
Convoquée par son père, Jeanne d'Angleterre défend avec passion sa décision et, selon le chroniqueur Thomas Walsingham, lui rétorque : « Personne ne voit rien de mal si un grand comte épouse une femme pauvre et humble. Pourquoi devrait-il y avoir quelque chose de mal si une comtesse épouse un homme jeune et prometteur ? » À la suite de l'intervention d'Antony Bek, évêque de Durham, Édouard Ier est contraint d'accepter le mariage de sa fille avec Mothermer et fait libérer son gendre, qui lui rend hommage le 2 août 1297 à Eltham pour les possessions que détient Jeanne. Raoul devient ainsi de jure uxoris comte de Gloucester et comte de Hertford, titres auxquels sont attachées de nombreuses terres réparties dans l'Angleterre. Raoul est en revanche conscient que ce gain en titres et possessions ne lui reviendront pas à la mort de Jeanne, mais à Gilbert de Clare, le fils de Jeanne par son premier mariage. Il exerce pourtant la tutelle conjointe du jeune Gilbert jusqu'en 1301, date à laquelle le roi Édouard ordonne que son petit-fils soit élevé par son épouse Marguerite de France. À la mi-septembre 1297, le roi ordonne au connétable du château de Windsor de remettre « les maisons de la cour extérieure » au couple, « comme le roi leur a prêté ces maisons pour leur demeure et celle de leurs suites ».

### Carrière militaire en Écosse
Aussitôt après sa libération de Bristol, Raoul de Monthermer s'implique dans les campagnes d'Édouard Ier contre le royaume d'Écosse. Dès le 8 septembre 1297, il est convoqué à un conseil militaire tenu à Rochester. Présent sous ses nouveaux titres au Parlement du 14 janvier 1298, il reste neutre dans la querelle concernant la taxation royale qui oppose Édouard Ier à Roger Bigot, 5e comte de Norfolk, et Humphrey de Bohun, 3e comte de Hereford. Raoul accompagne au cours de l'été suivant l'armée de son beau-père en Écosse et se distingue lors de la bataille de Falkirk, le 22 juillet. En récompense, le roi lui remet en décembre 1298 la somme de 1 538 livres, afin de s'équiper en cavaliers. Ses services en Écosse ne s'interrompent pas pour autant : en juin 1300, il participe activement à la prise du château de Caerlaverock, puis, en février 1301, défend la volonté d'Édouard Ier d'assurer la suprématie anglaise sur l'Écosse en apposant son sceau à la fameuse lettre des barons adressée au pape Boniface VIII. Le 24 juin 1301, il est convoqué à Carlisle pour accompagner en campagne le futur Édouard II, alors prince de Galles, et reçoit des convocations similaires en 1303, 1304 et 1306. En gage de récompense, le roi lui remet l'honneur de Tonbridge et l'île de Portland en novembre 1301.
Fin 1305, Raoul de Monthermer avertit Robert Bruce, jeune noble écossais alors loyal à Édouard Ier et qui se trouve à la cour à Londres, que le roi a laissé entendre lors d'un dîner qu'il comptait faire arrêter Bruce. Le comte de Gloucester et de Hertford remet à Bruce la somme de douze pence et une paire d'éperons, puis lui conseille de quitter immédiatement la cour. Bruce obtempère et rejoint rapidement l'Écosse. Pour autant, lorsque Bruce s'autoproclame roi d'Écosse et est couronné à Scone le 25 mars 1306, Monthermer obéit aux convocations d'Édouard Ier pour écraser la nouvelle insurrection. Après la victoire anglaise à Methven le 19 juin, John Strathbogie, 9e comte d'Atholl, est capturé par les troupes anglaises, amené prisonnier à Londres et pendu le 7 novembre. Son titre lui est confisqué et est donné le 12 octobre à Raoul de Monthermer pour son efficacité au cours de la récente campagne. Raoul reçoit en outre quelques terres confisquées à Robert Bruce en Annandale. Le roi Édouard Ier le charge de rester en Écosse pendant l'hiver afin de pacifier ce royaume après la débâcle et la retraite de Robert Bruce. Mais au début de 1307, Raoul est assiégé par Bruce au château d'Ayr et, le 13 mai suivant, est vaincu par l'armée écossaise qui vient de triompher à Loudoun Hill.

### Veuvage et avènement d'ÉdouardII
Le 23 avril 1307, son épouse Jeanne meurt au manoir de Clare dans le Suffolk, peut-être en couches. Raoul perd les comtés de Gloucester et de Hertford qu'il détenait en droit de sa femme. Ces derniers retournent à la couronne, puisque le nouveau détenteur Gilbert de Clare est encore mineur. Le 24 juin suivant, Monthermer doit renoncer à son titre de comte d'Atholl, après que l'héritier écossais David II Strathbogie ait juré loyauté au roi d'Angleterre. En compensation, Strathbogie lui remet la somme de 5 000 marcs et le roi nomme Monthermer intendant des biens de la famille de Clare en Galles. Mais Édouard Ier meurt le 7 juillet 1307 et son fils et successeur Édouard II remet dès le 18 août à Gilbert de Clare, pourtant toujours mineur, ses titres et terres. Malgré ses pertes de possessions qui l'affectent, Raoul semble avoir entretenu d'excellentes relations avec son beau-frère Édouard II et ce avant même son avènement au trône. La correspondance du futur roi en 1304 montre qu'il a écrit onze fois à son beau-frère, le qualifiant à plusieurs reprises de « très cher frère », et lui a demandé en août 1304 de le visiter. Il semble qu'Édouard ait considéré Raoul comme un membre de son entourage digne de confiance. Aussi, le 4 mars 1309, il l'élève au titre de baron Monthermer.
Édouard II dote généreusement Raoul en terres et lui fait présent d'un manoir en date du 16 septembre 1309. L'année précédente, le roi avait fait part de son soutien à son beau-frère au cours d'une dispute avec le Lord grand trésorier d'Irlande Richard de Beresford concernant une propriété de Jeanne d'Angleterre qui aurait dû échoir à Raoul à sa mort. Raoul avait finalement remporté le procès qui s'était ensuivi. Même s'il est selon l'historienne Kathryn Warner le possible comte de Gloucester que Pierre Gaveston, 1er comte de Cornouailles et favori d'Édouard II, traite de « fils de pute » pendant l'hiver 1309 en raison de ses origines obscures, Raoul de Monthermer ne s'implique pas dans le conflit entre le roi et ses barons. En effet, pendant l'essentiel de 1311 et 1312, il campagne en Écosse et n'assiste pas à la publication des Ordonnances de 1311, ni à l'exécution de Gaveston par des barons rebelles. Monthermer accompagne Édouard II à l'été 1314 dans sa campagne majeure en Écosse, qui se scelle par la catastrophique bataille de Bannockburn le 24 juin, où il est fait prisonnier. Reconnu par le roi d'Écosse Robert Bruce, Raoul est invité avec Marmaduke Thweng à la table du vainqueur qui, en souvenir du service qu'il lui a rendu en 1305, le libère rapidement sans rançon.

### Remariage et fin de vie
De retour en Angleterre, Raoul de Monthermer sert de manière sporadique le roi Édouard II et occupe le poste de gardien des forêts royales au sud de la Trent du 19 février 1315 au 18 mai 1320. Le 30 décembre 1315, il entame le pèlerinage de Saint-Jacques-de-Compostelle et nomme un de ses proches pour administrer ses terres en son absence. Plus tôt cette même année, il avait présidé une enquête sur les revendications de Jean de Bretagne, comte de Richmond, concernant les villes de Great Yarmouth et de Gorleston. Raoul mène après sa participation à Bannockburn une existence relativement discrète. Le roi Édouard l'encourage pourtant à se remarier et lui a accordé le 17 mars 1311 le droit de se remarier avec Joan Martin, la veuve d'Henry de Lacy, 3e comte de Lincoln. Toutefois, Joan convole avec Nicholas Audley sans l'autorisation royale. En représailles, le roi fait saisir son douaire et, en dédommagement, condamne Joan à verser le 26 juillet 1313 une amende de 900 marcs à Monthermer. Finalement, Raoul épouse avant le 20 novembre 1318 sans l'autorisation royale Isabelle le Despenser, veuve de John Hastings, 1er baron Hastings. En représailles, le roi confisque ses biens, avant de les lui restituer le 12 août 1319 en échange d'une amende de 1 000 marcs, finalement annulée en 1321.
Raoul de Monthermer ne participe pas à la rébellion des barons en 1321 face aux abus de son beau-frère Hugues le Despenser, devenu le nouveau favori du roi. Il n'est néanmoins pas présent dans l'armée royale lorsqu'Édouard II écrase le soulèvement en 1322. Raoul bénéficie en revanche de la confiance du roi, puisque lui et son épouse Isabelle obtiennent en septembre 1324 la garde d'Aliénor de Woodstock et de Jeanne de la Tour, les deux jeunes filles d'Édouard II, afin de parfaire l'éducation de ces dernières. Les princesses sont logées à partir de cette période au château de Marlborough, situé dans le Wiltshire. Mais Raoul de Monthermer n'a guère le temps d'exercer cette nouvelle charge et, après une dernière convocation au Parlement datant du 30 octobre 1324, il meurt à un lieu inconnu le 5 avril 1325, probablement âgé d'environ 55 ans. Quelques jours plus tard, son corps est inhumé dans l'église franciscaine de Salisbury. L'ensemble de ses possessions et son titre de baron Monthermer sont hérités par son fils aîné Thomas, issu de son mariage avec Jeanne d'Angleterre. Quant à sa veuve Isabelle le Despenser, avec laquelle il ne semble avoir eu aucun enfant, elle exerce la charge de gardienne des filles du roi Édouard II jusqu'en février 1326.

## Descendance
De son premier mariage avec Jeanne d'Angleterre, Raoul de Monthermer a quatre enfants :
- Marie de Monthermer (octobre 1297 – v. 1371), épouse Duncan IV de Fife ;
- Jeanne de Monthermer (1299 – ?), nonne à Amesbury ;
- Thomas de Monthermer (4 octobre 1301 – 24 juin 1340), 2e baron Monthermer, épouse Margaret de Brewes ;
- Édouard de Monthermer (v. 11 avril 1304 – av. 3 février 1340), 1er baron Monthermer.

Sa seconde union avec Isabelle le Despenser ne produit en revanche aucun descendant.

## Postérité artistique
Raoul de Monthermer est un personnage important dans le roman The Love Knot de Vanessa Alexander. L'auteur s'intéresse en particulier à l'histoire d'amour entre Raoul et Jeanne d'Angleterre à travers la découverte d'une série de lettres qu'ils se sont écrites.